# كأس السويد 2014–15
كأس السويد 2014–15 (بالسويدية: Svenska cupen i fotboll 2014/2015)‏ هو الموسم 59 من  كأس السويد. أقيم خلال الفترة 2014 وحتى 2015، والذي يشرف على تنظيمه اتحاد السويد لكرة القدم، وكان عدد الأندية المشاركة فيه  96، وفاز فيه نادي غوتبورغ.

## نتائج الموسم
| المركز | فريق         | لعب | ف | ت | خ | له | عليه | ف.أ | نقاط | ملاحظة |
| ------ | ------------ | --- | - | - | - | -- | ---- | --- | ---- | ------ |
|        | نادي غوتبورغ |     |   |   |   |    |      |     |      |        |